# Llano Primero
Llano Primero es una localidad de México perteneciente al municipio de Chilcuautla en el estado de Hidalgo.

## Geografía
Se encuentra en la región del Valle del Mezquital, a la localidad le corresponden las coordenadas geográficas 20° 22’ 12.979” de latitud norte y 99° 14’ 18.117” de longitud oeste, con una altitud de 1841 m s. n. m. Cuenta con un clima semiseco templado.
En cuanto a fisiografía se encuentra dentro de las provincia del Eje Neovolcánico, dentro de la subprovincia de Llanuras y sierras de Querétaro e Hidalgo; su terreno es de meseta. En lo que respecta a la hidrografía se encuentra posicionado en la región del río Panuco, dentro de la cuenca del río Moctezuma, en la subcuenca del río Tula.

## Demografía
En 2020 registró una población de 503 personas, lo que corresponde al 2.66 % de la población municipal. De los cuales 258 son hombres y 245 son mujeres. Tiene 152 viviendas particulares habitadas.
| Gráfica de evolución demográfica de Llano Primero entre 1960 y 2020                          |
|                                                                                              |
| Población de los censos y conteos del Instituto Nacional de Estadística y Geografía (INEGI). |

## Economía
La localidad tiene un grado de marginación alto y un grado de rezago social medio.